# Depok (Kandeman)
Depok is een bestuurslaag in het regentschap Batang van de provincie Midden-Java, Indonesië. Depok telt 6228 inwoners (volkstelling 2010).